# Inquisición (película)
Inquisición es una película española de terror de 1976, aunque no se estrenó hasta dos años más tarde. Fue escrita y dirigida por el debutante Paul Naschy y protagonizada en los papeles principales por el propio Naschy, Daniela Giordano y Mónica Randall.

## Sinopsis
En la Francia del siglo XVI, la peste se está extendiendo por el campo y los campesinos ignorantes creen que es obra de brujas. Bernard de Fossey, juez magistrado del alto tribunal, viaja de ciudad en ciudad en una misión sagrada, ayudado por sus dos lujuriosos asistentes Nicolas Rodier y Pierre Burgot, desarraigando a las brujas y ejecutándolas. La mayoría de las mujeres niegan ser brujas, pero Fossey y sus hombres las torturan sádicamente hasta que confiesan, momento en el que son ejecutadas.
Catherine, una hermosa joven del pueblo, está enamorada y prometida en secreto con Jean Duprat. Desafortunadamente, Fossey se enamora de Catherine y contrata a algunos bandoleros para robar y matar a Jean en el bosque. Esa noche, Catherine tiene un sueño en el que ve a los asesinos a quienes les pagan con monedas para asesinar a Jean, pero no puede ver el rostro del cabecilla.
Catherine hace un pacto con Satanás y acepta venderle su alma si él la ayuda a vengar la muerte de su prometido. Ella se adentra en algunas secuencias de sueños extrañas en las que conoce a Satanás (interpretado por Paul Naschy) y al demonio Belphegor, quienes finalmente le dicen que fue Fossey quien pagó por el asesinato de Jean Duprat.
Catherine seduce a Fossey y lo involucra astutamente en algunas actividades inmorales que terminan haciendo que el propio Fossey sea acusado de brujería y los cazadores de brujas lo torturan, le afeitan la cabeza y lo sentencian a muerte, junto con Catherine que sacrifica su propia vida para asegurarse de que Fossey también pague por sus crímenes, ya que ambos son quemados juntos en la hoguera.

## Reparto
- Paul Naschy ... Inquisidor Bernard de Fossey / Satanás
- Daniela Giordano ... Catherine
- Mónica Randall ... Madeleine
- Ricardo Merino ... Nicolas Rodier
- Tony Isbert ... Pierre Burgot
- Juan Luis Galiardo ... Jean Duprat
- Julia Saly ... Elvire
- Eva León ... Pierril Fillé
- Eduardo Calvo ... Émile
- Antonio Iranzo ... Rénover
- Tota Alba ... Mabille
- María Salerno
- Loreta Tovar
- Isabel Luque
- Belén Cristino
- Antonio Casas
- Jenny Llada ... Denise